# Freak (álbum)
Freak es el segundo trabajo discográfico, perteneciente al grupo de rock argentino Utopians. Este material, fue grabado en el año 2010 en Chile, por el ingeniero Pablo Giadach.
El primer corte de difusión de esta placa fue la canción «Come Baby» y cuenta con un videoclip promocional, dirigido por el director Sebastián de Caro. En el mismo, participan la comediante Malena Pichot y el periodista Clemente Cancela. La canción «Allá voy», tuvo gran repercusión en la señal de televisión MTV. Con este trabajo, la banda se presentó en el Hot Festival y en el 2011 tocaron en el escenario del Cosquín Rock. Este disco fue, al igual que su predecesor, grabado completamente en inglés y contiene una versión de la canción «Estallando desde el océano» de Sumo.

## Lista de canciones
| N.º | Título                       | Duración |  |
| 1.  | «Say hello»                  | 03:20    |  |
| 2.  | «Come baby»                  | 02:59    |  |
| 3.  | «Make you»                   | 02:20    |  |
| 4.  | «Ganja»                      | 03:21    |  |
| 5.  | «Leaving you»                | 03:15    |  |
| 6.  | «Tan buena»                  | 03:47    |  |
| 7.  | «Ruta»                       | 02:20    |  |
| 8.  | «Go on»                      | 01:57    |  |
| 9.  | «Allá voy»                   | 05:29    |  |
| 10. | «Estallando desde el océano» | 05:19    |  |
| 11. | «Pepe Le Pew»                | 03:01    |  |